# Cratere Unga
Unga è un cratere sulla superficie di Tritone.